# Louis Deschamps (industriel)
Pour les articles homonymes, voir Deschamps et Louis Deschamps.
Louis Deschamps, né le 29 décembre 1851 à Bolbec et mort le 12 novembre 1933 à Rouen, est un industriel français.

## Biographie
Louis Deschamps fait des études à l'Institution ecclésiastique d'Yvetot. En 1880, il entre aux établissement de la Motte au Petit-Quevilly, comme associé de M. Pinel. Maire du Petit-Quevilly de 1884 à 1888, on lui doit la construction de 3 écoles, l'agrandissement de l'hospice et de la mairie. En 1888, il est reçu membre de l'Académie des sciences, belles-lettres et arts de Rouen. 
De 1890 à 1905, il travaille à la filature Morel de Fleury-sur-Andelle et revient en 1906 à Rouen.
En 1920, il fonde la Mutualité maternelle départementale qu'il préside jusqu'à sa mort. Il est un des premiers membres de l'Académie d'éducation et d'études sociales à Paris. Il est président de la Société industrielle de Rouen de 1922 à 1924.
Il est nommé par le ministre du travail président de la Caisse primaire départementale des assurances sociales.
Il dut subir l'amputation d'un bras à la suite d'un accident survenu en 1930.
Il est domicilié no 8 rue du Nord à Rouen.

## Distinctions
- Chevalier de la Légion d'honneur (9 septembre 1923). Il est fait chevalier par Charles Lallemand, préfet de la Seine-Inférieure, le 15 octobre 1923.

## Publications
- Le Coton, études élémentaires sur la plantation, la culture et la production de cet arbuste, Paris, Michelet.
- Études élémentaires sur le coton, Rouen, Espérance Cagniard, 1885.
- Rapport sur la réforme de l'impôt des boissons, Rouen, E. Cagniard, 1886.
- Note sur les inconvénients du régime financier des caisses d'épargne, Rouen, E. Cagniard, 1886.
- Étude sur la constitution politique d'Athènes, Rouen, E. Cagniard, 1889.
- La Philosophie de l'écriture, Alcan, 1892.
- Réflexions sur divers groupements sociaux, Rouen, L. Gy, 1910.
- La filature du coton en France, Rouen, Cagniard, 1912.
- Les Œuvres sociales à Rouen en 1914-1915, Rouen, 1916.
- Académie des sciences, belles-lettres et arts de Rouen. Le Problème moral dans la grande industrie, par Louis Deschamps. Réponse au discours de réception de M. Lafosse, Rouen, A. Lainé, 1919.
- Les rapports du capital et du travail, Rouen, J. Girieud, 1920.
- Note sur le salaire et le sur salaire, présentée au Congrès des sociétés industrielles de France, tenu à Mulhouse le 2 juin 1920, Rouen, J. Girieud, 1920.
- Le sursalaire familial; rapport présenté au 2e Congrès de la natalité à Rouen le 25 septembre 1920, Rouen, Impr. de la Vicomté, 1921.
- Les œuvres de l'enfance en Seine-Inférieure, Paris, 1922.
- Assises de Caumont. Session de Rouen (juillet 1923). Rapport sur l'état moral et social de la Normandie, Rouen, J. Girieud, 1924.
- Quelques réflexions sur la crise et le machinisme, Rouen, A. Desvages, 1933.